# Фартышев, Трифон Васильевич
Трифон Васильевич Фартышев (4 февраля 1919 года — 16 октября 1981 года) — старший сержант, командир миномётного расчёта 1343-го стрелкового полка 199-й стрелковой дивизии 49-й армии 2-го Белорусского фронта, полный кавалер Ордена Славы (1945).

## Биография
Родился 4 февраля 1919 года в селе Верхний Сузун (ныне Сузунский район Новосибирской области) в крестьянской семье.
В 1933 году окончил 5 классов, после чего работал сплавщиком в местном леспромхозе. В августе 1939 года был призван в ряды РККА.
С февраля 1943 года находился на фронтах Великой Отечественной войны, первоначально воевал на Западном фронте. 22 марта 1944 года, будучи командиром миномётного расчета 617-го стрелкового полка 199-й стрелковой дивизии 33-й армии, старший сержант Фартышев вместе с подчиненными в бою у населенного пункта Дрибин Горецкого района Могилёвской области уничтожил более отделения солдат противника, подавил 3 пулемёта и разрушил 2 дзота. 12 апреля 1944 года Указом Президиума Верховного Совета СССР награждён орденом Славы 3-й степени.
28 июня 1944 года, будучи в составе 50-й армии 2-й Белорусский фронт, в боях за Могилёв вместе с расчетом истребил и рассеял несколько десятков солдат противника, поджёг 2 автомашин с грузом и подавил несколько пулемётных точек. 13 июля 1944 года Указом Президиума Верховного Совета СССР награждён орденом Славы 2-й степени.
17 июня 1945 года, будучи в составе 49-й армии, в бою за населенный пункт Янжилы в Польше со своим расчетом подавил 3 пулемета и поразил более 10 вражеских солдат. 29 июня 1945 года Указом Президиума Верховного Совета СССР награждён орденом Славы 1-й степени, став полным кавалером ордена Славы.
В 1946 году демобилизован в звании старшины.
После демобилизации жил в родном селе, работал техником-лесоводом в Сузунском лесхозе.
Умер 16 октября 1981 года.

## Награды
- Орден Славы I степени (1945)
- Орден Славы II степени (1944)
- Орден Славы III степени (1944)
- Медаль За отвагу (1943)
- Медаль За отвагу (1943)